# Psyllobetina attunga
Psyllobetina attunga là một loài Trichoptera trong họ Hydrobiosidae. Chúng phân bố ở miền Australasia.